# Just Stop Oil
Just Stop Oil är en miljögrupp i Storbritannien som använder civilt motstånd och direkt aktion med målet att den brittiska regeringen ska sluta stödja nya olje- och gasprojekt. 
Gruppen lanserades den 14 februari 2022 och organiserade en månad av störningar vid oljeterminaler i England i april 2022. Just Stop Oil har fått mycket uppmärksamhet för sina iögonfallande protester och för vandalisering av konstverk i brittiska konstgallerier. Aktivister från gruppen har också blockerat biltrafik och saboterat bensinstationer.

## Åsikter och mål

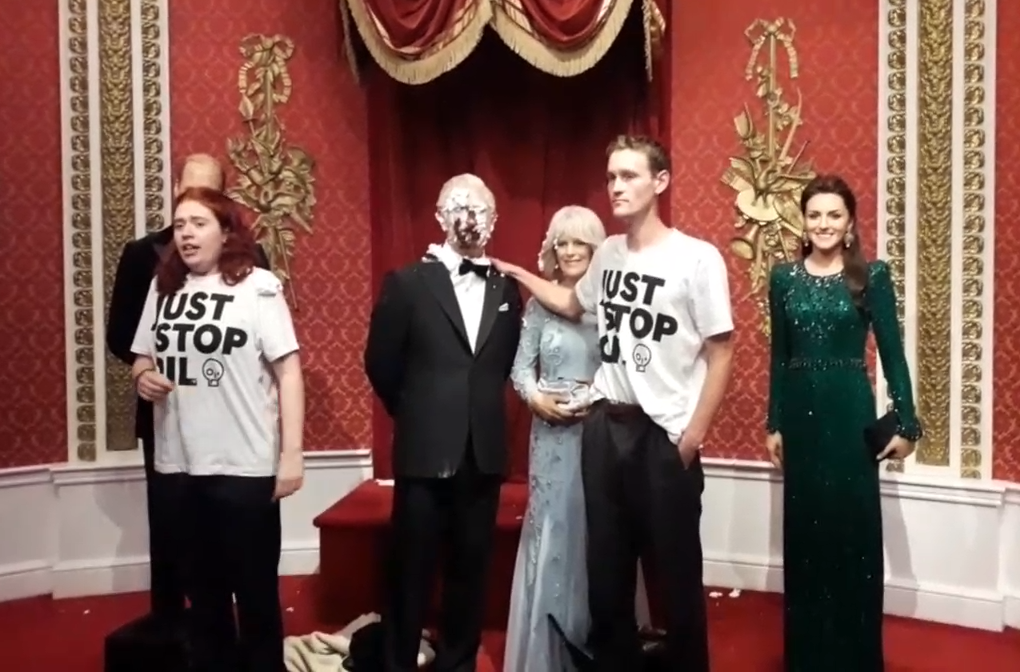
Aktionen vid Madame Tussauds i oktober 2022.

Just Stop Oil har genomfört en rad spektakulära aktioner med syftet att skapa uppmärksamhet och debatt om Storbritanniens energipolitik, och om den globala uppvärmningen.
Ett centralt mål är att Storbritannien ska sluta bevilja nya licens- och produktionsavtal för fossila bränslen. Gruppen kräver också investeringar i förnybar energi och förespråkar bättre värmeisolering i brittiska hus för att undvika energislöseri.